# Društvo za preprečevanje klicanja nosačev na spalnih vlakih »George«
Društvo za preprečevanje klicanja nosačev na spalnih vlakih »George« (angleško The Society for the Prevention of Calling Sleeping Car Porters »George« - SPCSCPG) je bilo združenje, ki so ga leta 1914 ustanovili nosači na spalnih vlakih, da bi preprečili rasistično in ponižujočo prakso klicanja vseh nosačev na spalnikih »George«, ne glede na njihovo pravo ime. Ime se nanaša na Georgea Pullmana iz podjetja Pullman Company, ki je izdelalo in upravljalo z večino spalnih vlakov v Severni Ameriki. Nosači so bili večinoma Afroameričani, praksa je domnevno izhajala iz običaja, da so sužnje klicali z imenom gospodarja. Društvo so ustanovili beli uslužbenci na železnici, ki so se zares imenovali George. Nekaterim ni bilo všeč stereotipno poimenovanje, nekateri pa so mislili, da bi bilo zabavno ustanoviti tako društvo.
V najboljših časih je imelo društvo kar 31.000 članov, med drugim britanskega kralja Jurija V., bejzbolista Georgea Hermana »Babe« Rutha, in francoskega politika Georgesa Clemenceauja.